# 奧地利卡爾頓體育會
奧地利卡爾頓體育會（SK Austria Kärnten）是奧地利的一家足球俱樂部。主場位於克恩頓州克拉根福。

## 历史
俱樂部成立於2007年6月1日，接替ASKÖ Pasching參加奧地利足球超級聯賽。其的主場韋爾特湖球場可容納 32,000 名觀眾，也是2008年歐錦賽的舉辦場地之一。2010年6月宣布破产，并建立奧地利克拉根福足球俱乐部。